# Водокачка (Николаевская область)
Водокачка (укр. Водокачка, до 2016 г. — Петровское) — село в Витовском районе Николаевской области Украины.
Основано в 1917 году. Население по переписи 2001 года составляло 338 человек. Почтовый индекс — 57223. Телефонный код — 512. Занимает площадь 0,014 км².

## Местный совет
57223, Николаевская обл., Витовский р-н, пос. Грейгово, ул. Чапаева, 80, тел. 282—190